# さそり座デルタ星
さそり座δ星は、さそり座の恒星で2等星。

## 概要
通常のB型の恒星と考えられていたが、2000年6月頃に増光し、そのスペクトルがBe星のものへと変貌したことが観測された。Be星の中でも爆発型変光星のカシオペヤ座γ型変光星であると考えられている。その後も増減光を繰り返し、2011年には再び1.6等まで増光した。2016年1月には0.8等まで増光したという観測報告も出されたが、他の天文台では観測されておらず、誤りである可能性が高い。
さそり─ケンタウルス運動星団及びその中の散開星団Cr302のメンバーである。

## 名称
学名はδ Scorpii（略称はδ Sco）。固有名ジュバ (Dschubba) は、「サソリのひたい」を意味するアラビア語: جبهة العقرب jabhat al-ʿaqrab に由来する。2016年8月21日に国際天文学連合の恒星の命名に関するワーキンググループ (Working Group on Star Names, WGSN) は、Dschubba をさそり座δ星の固有名として正式に承認した。